# 勧学寺 (桑名市)
勧学寺（かんがくじ）は、三重県桑名市矢田にある、高野山真言宗の寺院。山号は　走井山（はしりいさん）。

## 歴史
当寺の所在地は戦国時代、矢田氏の居城であった矢田城跡の一画である。当寺の創立について、近世の地誌『久波奈名所図会』は天平年間、行基の草創と伝えるが、正確なことは未詳である。近世までは走井山（矢田城）北麓にあったが、元和年間（1615年 - 1624年）、桑名藩2代藩主本多忠政の家臣半弥なる者によって矢田城跡の現在地へ移されたという。その後、藩主松平定重（在職1657年 - 1710年）の代に本堂が再建された。
本尊の千手観音立像は城跡の西北（現在の三重県立桑名高等学校付近）にあった海善寺が廃寺となり、同寺の本尊が勧学寺へ移されたものという。

## 文化財
- 木造千手観音立像 - 像高165.3センチメートル。平安時代後期の作。三重県指定有形文化財。
- 仏足石 - 桑名市指定文化財[2]。

## 所在地
- 三重県桑名市矢田266

## 年中行事
- 8月10日より十日間　十日観音法要

## 近隣施設・旧跡
- 走井山公園 - 当寺の少し西にある。戦国時代、矢田氏の居城で天正5年（1577年）、織田信長家臣の軍勢に攻められ、落城した城跡である。城跡の高台に桜の木が多数あり、桜の名所となっている。

## アクセス
- 近鉄・JR桑名駅西口より徒歩約15～20分
- 三岐鉄道北勢線 馬道駅より徒歩約3分
- 国道421号 明正町交差点より北へ約200m
- 東名阪自動車道 桑名インターチェンジより約2.5Km

三重四国八十八箇所の納経印は、1番札所大福田寺でうける。